# 最後の審判 (メムリンク)
『最後の審判』（さいごのしんぱん、蘭: Het laatste oordeel、英: The Last Judgement）は初期フランドル派の画家ハンス・メムリンクに帰属される三連祭壇画で、1467年から1471年の間に制作された。本来、1465年にメディチ家銀行のブルッヘ支店長アンジェロ・ターニ (Angelo Tani) によりフィレンツェのバディア・フィエゾラーナ (Baidia Fiesolana) 教会の礼拝堂のために委嘱されたものである。作品はかつて、ヤン・ファン・エイクを初め多くの初期フランドル派の画家に帰属されたこともあるが、1843年になってメムリンクに帰属された。この帰属は幅広く受容され、現代でも研究者により確認されている。本作は現在、ポーランドのグダンスク国立美術館に所蔵されている。

## 歴史
本祭壇画の委嘱は、1466年にターニがカテリーナ・タナッリ (Caterina Tanagli) と結婚した時期と重なるもので、作品は夫妻の最初の娘が誕生し、トンマーゾ・ポルティナーリ がメディチ銀行のブルッヘ支店長としてターニの後継者に任命された1471年には完成していた。
本作が制作された当時、イギリスとハンザ同盟間には戦争が起こっていた。この作品はポルティナーリにより雇われたブルゴーニュ公国のガレー船「聖マタイ号」にほかの積み荷とともに載せられ、船はイギリスのサザンプトン経由でイタリアのポルト・ピサーノ へ向けてブルッヘを出航した。しかし、船はイギリスに寄港する前の1473年4月27日、ハンザ同盟側のダンツィヒ (グダンスクの旧ドイツ語名) から出航した私掠船の船長パウル・べネケ (Paul Beneke) により海上で襲撃される。積み荷は略奪され、本祭壇画はグダンスクの聖マリア教会に置かれた。
損害を被ったメディチ家とポルティナーリはハンザ同盟に対する長い訴訟を起こす。メディチ家側はブルゴーニュ公シャルル、ローマ教皇シクストゥス4世らに支持され、作品はイタリアへの返還が要求されたが、結局グダンスクの聖マリア教会に残った。ナポレオン戦争中、作品はフランスに略奪され、ヤン・ファン・エイクの作品としてパリのルーヴル美術館に展示されたが、ナポレオンの失脚とともにグダンスクの聖マリア教会に戻った。20世紀に、作品は現在の所蔵先であるグダンスク国立美術館に移されている。

## 作品

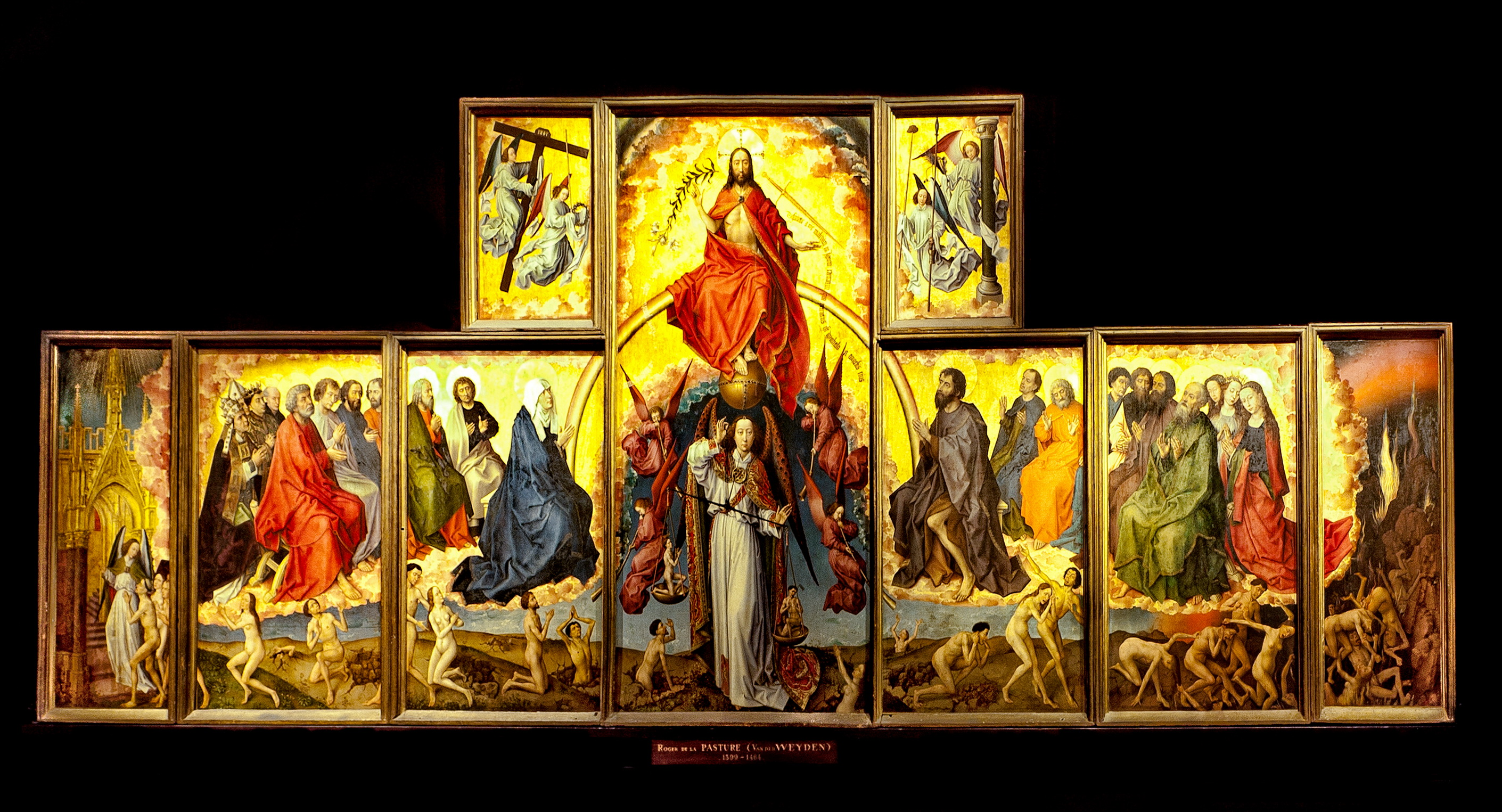
ロヒール・ファン・デル・ウェイデン『最後の審判』 (1415-1450年ごろ、ボーヌ施療院)

主題は、イエス・キリストの再臨時における「最後の審判」である。本作は、フランスのボーヌ施療院にあるロヒール・ファン・デル・ウェイデンの『最後の審判』から多くを借用し、同時に変更を加えて再構成したものである。メムリンクはウェイデンの作品をおそらく実見したのであろう。
本作ではウェイデンの非常に横長の、多層的で位階的な図像は狭められているが、中心人物であるキリストと大天使ミカエルの荘厳な姿は両作に共通している。キリストの姿はウェイデン作品の複製といってもよく、使徒たちの頭部もまたウェイデン的である。しかし、ウェイデンの作品で司祭の服装をしているミカエルは、メムリンクの作品では兵士に姿を変えている。

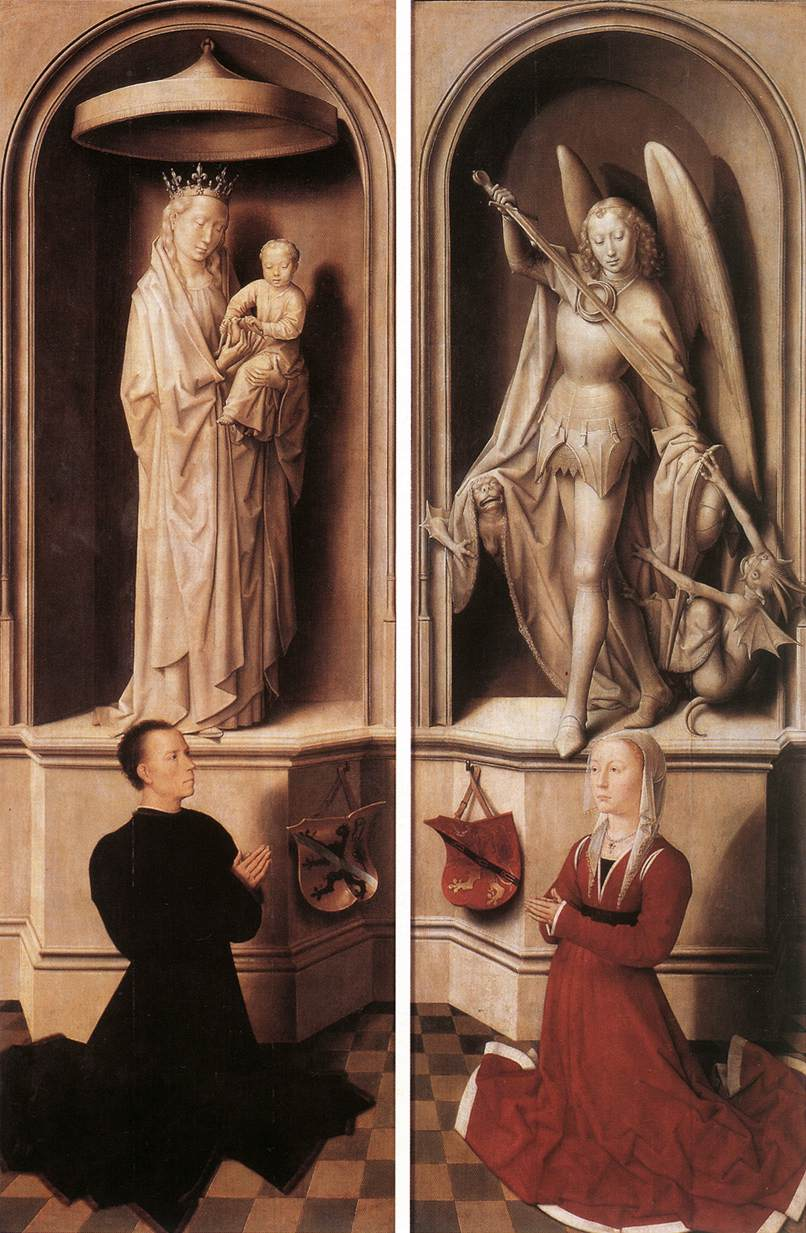
外側パネルのターニ夫妻像

中央パネルは2分割されている。上部には虹の中の玉座に座しているキリストがおり、聖母マリア、洗礼者聖ヨハネ、聖人たちに伴われている。画面最上部には、キリストの受難の象徴を持っている天使たちがいる。天国と地上の間には、「最後の審判」の日を告げている天使たちがいる。
中央パネルの下部には、明るい地平線に縁取られた広大な野原が広がっている。そこには、復活した人々の魂を計量している大天使ミカエルが表されている (ミカエルの左側にある金属容器の中には、トンマーゾ・ポルティナーリの肖像画がある)。右側では悪魔が罪人たちを地獄へと追いやっているが、その地獄は右翼パネルに表されている。左翼パネルは、天国の門へと続く透明な階段の下で聖ペテロと天使たちによって歓迎されている救済された者たちを表している。
なお、本祭壇画の外側 (裏側) 左右両翼パネルには、作品を委嘱したアンジェロ・ターニ (左翼パネル) とその妻カテリーナ (右翼パネル) の祈る姿が描かれている。ターニの頭上には聖母子が、カテリーナの頭上には悪魔に勝利したミカエルの姿がグリザイユで表されている。